# Gheorghe Zidaru
Gheorghe Zidaru (n. 4 iulie 1923, Odobești, Dâmbovița – d. 6 iunie 1993, București) a fost un pictor român, absolvent al Institutului de Arte Plastice Nicolae Grigorescu, la clasa profesorilor Alexandru Ciucurencu și Nicolae Dărăscu.

## Biografie
S-a născut pe 4 iulie 1923 la Odobești, județul Dâmbovița. În anul 1952 este absolvent al Institutului de Arte Plastice "Nicolae Grigorescu" din București, sub indrumarea profesorilor Alexandru Ciucurencu si Nicolae Dărăscu. 
Debutul il face in anul 1953 in cadrul Expoziției anuale de stat cu trei lucrări de gravură si litografie, între care " Peisaj de iarnă". În acelasi an isi începe activitatea de restaurator în cadrul atelierului de restaurare pictură de la Muzeul de Artă al Republicii din București. 
De-a lungul anilor numele Gheorghe Zidaru apare tot mai des, participand cu tablouri in fiecare an la Expozitia Anuala de Stat. Contactul cu artiști din alte zone culturale ale Europei, călătoriile de studii in Rusia, India, Bulgaria si Italia, precum si vizitarea marilor muzee aveau sa îi deschidă orizonturi noi, conducându-l spre un limbaj pictural ce păstrează legăturile cu realitatea și tradițiile artei românești. 
Un moment important pentru istoria restaurarii il reprezinta anul 1961 in care Gheorghe Zidaru inființează secția de restaurare pictură tempera pe suport de lemn în cadrul Muzeul de Arta al României. Urmeaza o serie de zece expozitii pesonale intre 1962-1985. Cea mai importantă expoziție personală se organizează în anul 1963, la sala Dalles unde expune 85 de lucrări. Printre lucrările sale de referință se numără tablourile "Vedere din Argeș" sau seria de peisaje din Deltă. 
În 1990, cu trei inainte sa se stinga din viata, apare Catalogul retrospectiv tipărit de Muzeul de Arta al României sub îndrumarea criticului și istoricului de artă Cristian-Robert Velescu.

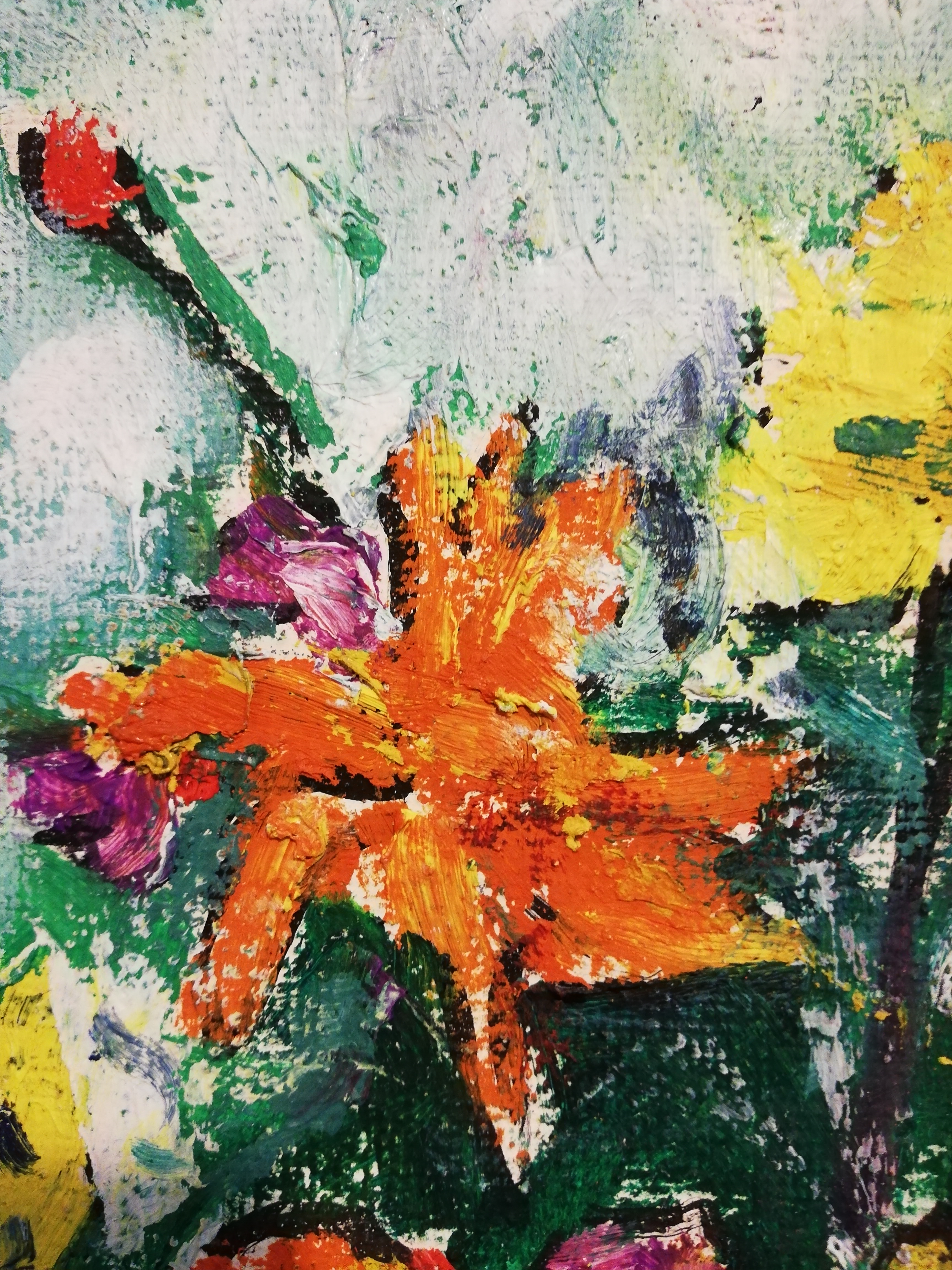
FLORI DE TOAMNA IN VAS NEGRU ulei pe PFL 44x44 inv. 7 detaliu

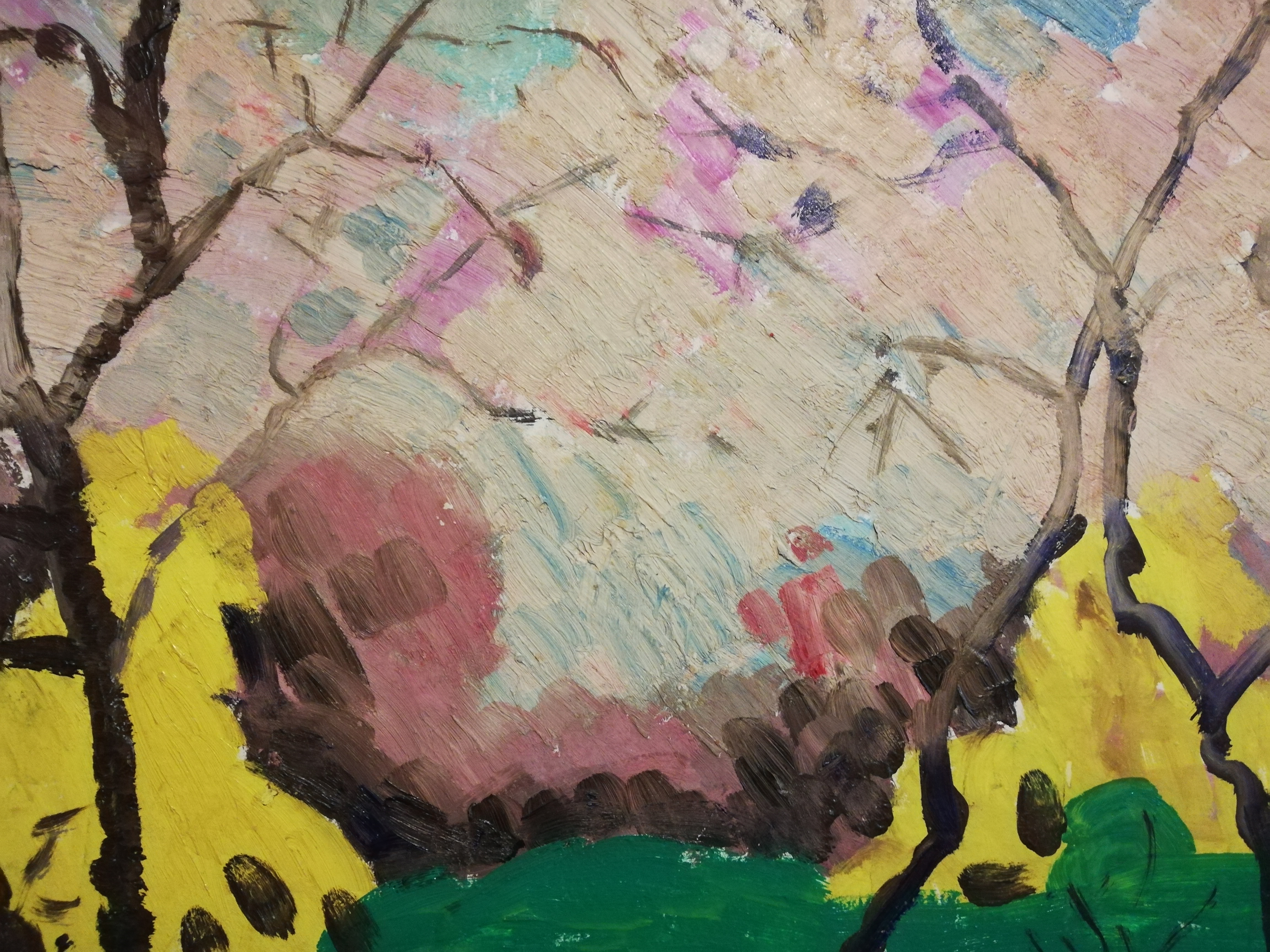
354 catalog PEISAJ LA HERASTRAU ulei pe PFL 54x65 1981 detaliu

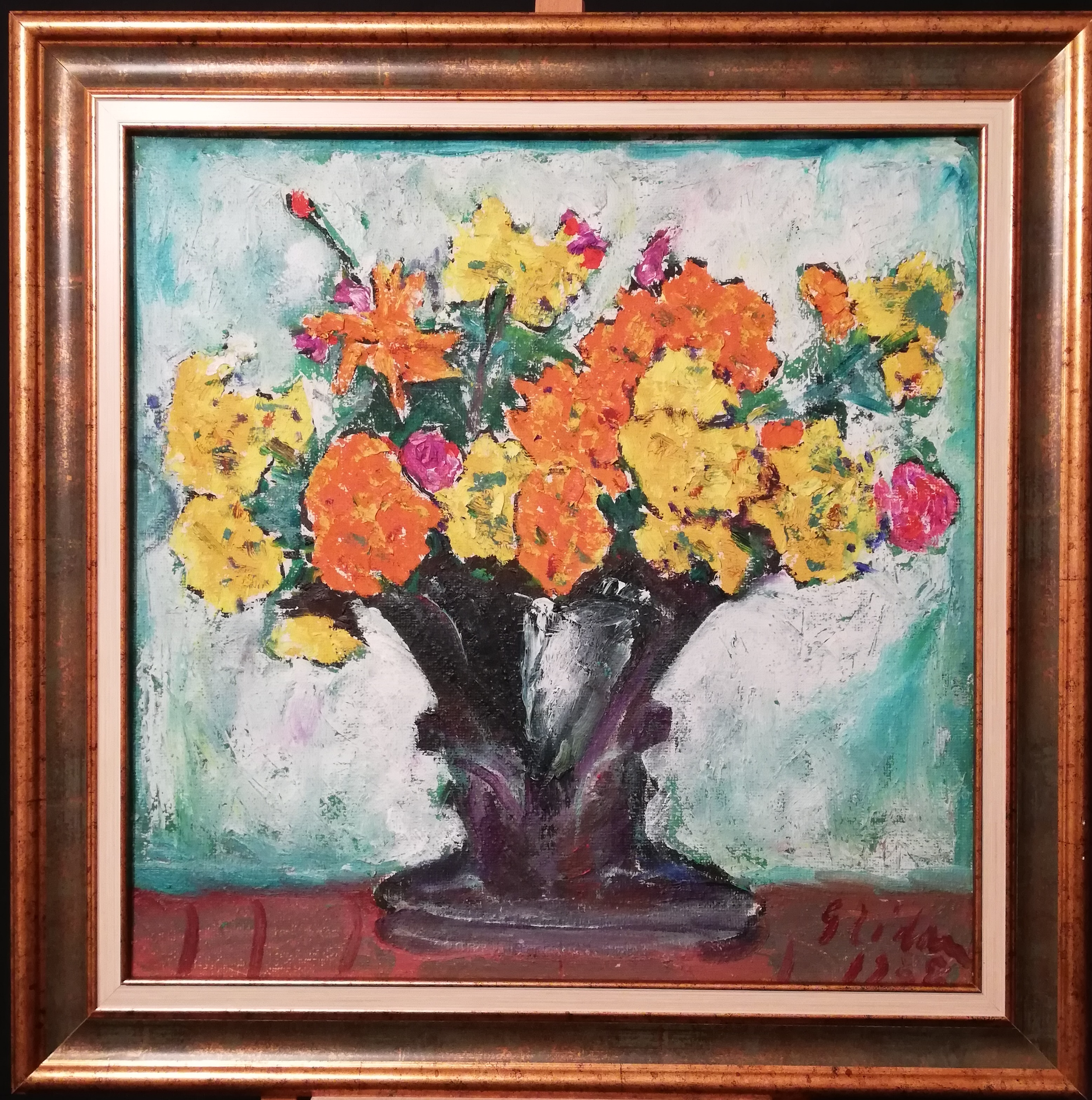
FLORI DE TOAMNA IN VAS NEGRU ulei pe PFL 44x44 1988 inv. 7 ansamblu